# Jihomoravský oblastní přebor 1965/1966
V soubojích 6. ročníku Jihomoravského oblastního přeboru 1965/66 (jedna ze skupin 4. fotbalové ligy) se utkalo 14 týmů každý s každým dvoukolovým systémem podzim–jaro. Tento ročník začal v srpnu 1965 a skončil v červnu 1966. Byl to první ročník ve čtvrtoligové historii Jihomoravského krajského přeboru.
Po sezoně 1964/65 proběhla reorganizace nižších soutěží, skupinami 3. nejvyšší soutěže se staly divize (do Divize D 1965/66 postoupilo nejlepších 6 mužstev), krajské přebory se přejmenovaly na oblastní a staly se skupinami 4. nejvyšší soutěže.

## Nové týmy v sezoně 1965/66
- Z Jihomoravského krajského přeboru 1964/65 přešlo 8 mužstev (od 6. do 13. místa): TJ Spartak ZJŠ Brno „B“, VTJ Dukla Vyškov, TJ Spartak Jihlava, TJ Tatran Poštorná, TJ Družstevník Vlčnov, TJ Spartak Líšeň, TJ Spartak I. brněnská a TJ OP Prostějov.
- Ze skupin I. A třídy Jihomoravského kraje 1964/65 postoupilo celkově 6 mužstev. 3 mužstva postoupila ze skupiny A: TJ Spartak Třebíč (vítěz), TJ Spartak TOS Kuřim (2. místo) a TJ Spartak ČKD Blansko (3. místo).[1] 3 mužstva postoupila ze skupiny B: VTJ Dukla Kroměříž (vítěz), TJ Dolní Němčí (2. místo) a TJ Sokol Šlapanice (3. místo).[2]

## Konečná tabulka
Zdroj: 
| Poř. | Tým                        | Z  | V  | R | P  | VG | OG | B  |
| ---- | -------------------------- | -- | -- | - | -- | -- | -- | -- |
| 1.   | TJ OP Prostějov            | 26 | 14 | 8 | 4  | 47 | 28 | 36 |
| 2.   | VTJ Dukla Kroměříž (N)     | 26 | 14 | 5 | 7  | 58 | 28 | 33 |
| 3.   | TJ Spartak Líšeň           | 26 | 13 | 7 | 6  | 46 | 27 | 33 |
| 4.   | TJ Sokol Šlapanice (N)     | 26 | 13 | 4 | 9  | 60 | 46 | 30 |
| 5.   | VTJ Dukla Vyškov           | 26 | 12 | 4 | 10 | 50 | 36 | 28 |
| 6.   | TJ Tatran PKZ Poštorná     | 26 | 13 | 1 | 12 | 49 | 54 | 27 |
| 7.   | TJ Sokol Dolní Němčí (N)   | 26 | 11 | 3 | 12 | 34 | 52 | 25 |
| 8.   | TJ Spartak ZJŠ Brno „B“    | 26 | 10 | 4 | 12 | 46 | 43 | 24 |
| 9.   | TJ Spartak I. brněnská     | 26 | 10 | 4 | 12 | 41 | 43 | 24 |
| 10.  | TJ Spartak Třebíč (N)      | 26 | 9  | 6 | 11 | 34 | 44 | 24 |
| 11.  | TJ Spartak ČKD Blansko (N) | 26 | 10 | 4 | 12 | 41 | 57 | 24 |
| 12.  | TJ Spartak TOS Kuřim (N)   | 26 | 8  | 6 | 12 | 30 | 36 | 22 |
| 13.  | TJ Družstevník Vlčnov      | 26 | 9  | 3 | 14 | 45 | 56 | 21 |
| 14.  | TJ Spartak Jihlava         | 26 | 3  | 7 | 16 | 29 | 62 | 13 |

Poznámky:
- Z = Odehrané zápasy; V = Vítězství; R = Remízy; P = Prohry; VG = Vstřelené góly; OG = Obdržené góly; B = Body; (S) = Mužstvo sestoupivší z vyšší soutěže; (N) = Mužstvo postoupivší z nižší soutěže (nováček)

|  | Postup do Divize D 1966/67                               |
|  | Sestup do skupin I. A třídy Jihomoravské oblasti 1966/67 |